# 모두의 해피 버스데이
《모두의 해피 버스데이》(일본어: みんなのハッピーバースデイ Minna No Happy Birthday[*])는 아시다 마나의 노래이다. 작사・작곡: 다케우치 마리야, 편곡: 나카니시 료스케. 2011년 발매의 앨범《Happy Smile!》 수록곡.